# FK Neftechimik Nizjnekamsk
FK Neftechimik Nizjnekamsk (Russisch: ФК Нефтехимик Нижнекамсk) is een Russische voetbalclub uit Nizjnekamsk.
De club werd in 1991 opgericht en speelde van 1993-1998, 2001-2004, 2012-2014, 2016-2017 in de Russische eerste divisie. Sinds 2007 is het een satellietclub van Roebin Kazan, deze club ging echter in 2018 failliet. In 2019 promoveerde de club opnieuw naar de eerste divisie.